# Julio César Armendáriz
Julio César Armendáriz Hernández (n.Monterrey, Nuevo León, México, 13 de abril de 1962) es un exfutbolista mexicano, jugaba en la posición de mediocampista y su primer y último equipo fue el Santos Laguna.
En el 2010 se le fue reconocido como "Guerrero de Honor", reconocimiento que se les da a los mejores futbolistas en la historia del Santos Laguna.

## Trayectoria
Sus primeros pasos en el fútbol fueron con el club Tigres, jugó con las fuerzas básicas y cuando se acercaba su oportunidad, fue prestado a varios equipos, hasta que “El Charro” Lara, técnico del Santos, fue por él y lo incrustó rápido en la cintura del equipo lagunero. Llegó al equipo verdiblanco a mediados de la temporada 1984–1985.
Una vez retirado como jugador profesional se desempeñó como entrenador de Fuerzas Básicas de Santos Laguna entre 1993 y 1997. Su trayectoria en el banquillo también abarca la Dirección Técnica de los Alacranes de Durango en la extinta Primera División "A" en 2001, trabajó en el Club Tijuana como auxiliar técnico de Wilson Graniolatti entre 2007 y 2009, y posteriormente con los Diablos Rojos del Toluca en 2012. Dirigió durante dos años al equipo sub-20 del Santos Laguna y consiguió el campeonato del torneo apertura 2013.

## Clubes
| Club                           | País   | Año         |
| ------------------------------ | ------ | ----------- |
| Club Santos Laguna/Santos IMSS | México | 1984 - 1993 |

## Palmarés como entrenador

### Campeonatos nacionales
| Título                            | Equipol apoco | País   | Año    |
| --------------------------------- | ------------- | ------ | ------ |
| Primera División de México Sub-20 | Santos Laguna | México | 2013-A |